# Asparagus hirsutus
Asparagus hirsutus — вид рослин із родини холодкових (Asparagaceae).

## Біоморфологічна характеристика
Багатостовбурний кущ.

## Середовище проживання
Ареал: ПАР (Північні провінції).